# Церковь Непорочного Зачатия Девы Марии (Дюссельдорф)

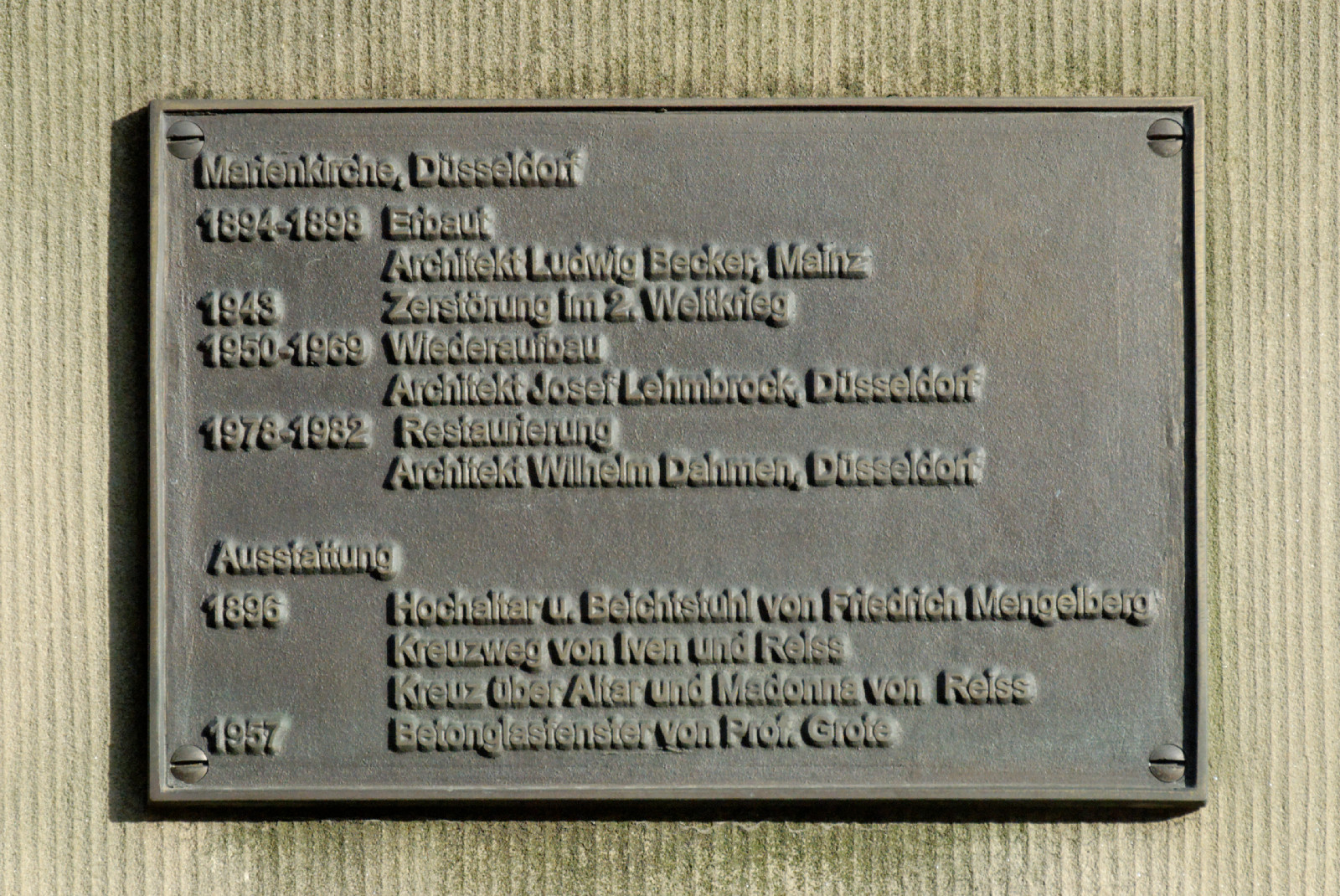
Памятный знак церковной истории

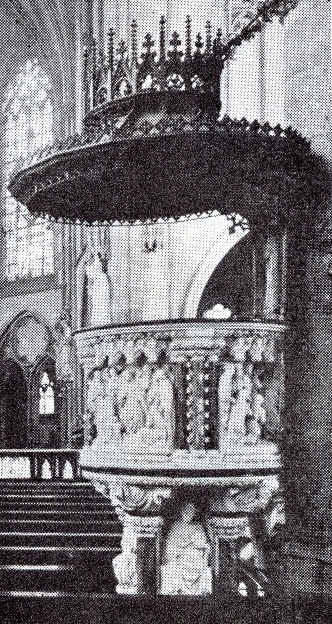
Вид внутри церкви в 1904 году

Церковь Непорочного Зачатия Девы Марии (нем. St. Mariä Empfängnis) находится в административном районе Дюссельдорф-Центр и является важнейшей католической церковью Дюссельдорфа, посвященной Богородице. Неофициально называется собором Богородицы.

## Положение
Церковь Непорочного Зачатия Девы Марии находится на одной из самых оживлённых улиц Дюссельдорфа — улице Восточной (Oststraße, 42). От церкви всего 500 метров до главного железнодорожного вокзала и 200 метров до одной из самых посещаемых торговых улиц города — Шадовштрассе (Schadowstraße).

## История
Решение о постройке новой церкви было принято после того, как община Южного Пемпельфорта выделилась из района Дерендорф. Был объявлен конкурс на лучший проект церкви. Победу одержал проект архитектора Бекера (L. Becker). Церковь была сооружена в период между 1894—1896 гг. В годы, предшествующие Второй мировой войне, служители церкви подверглись репрессиям со стороны гестапо, а её настоятель Йозеф Корнелиус Росзант был арестован. Это случилось в 1936 году. В 1943 году церковь была сильно разрушена. Восстановление здания продолжалось с 1950 по 1969 год. Восстановительными работами руководил архитектор Йозеф Лемброк (Josef Lehmbrock).
Уже в 1976 году началась новая реставрация. Её проводил архитектор Вильгельм Дамен (Wilhelm Dahmen). Реставрационные работы завершились в 1982 году и внутренне убранство церкви приобрело первоначальное состояние.

## Архитектура
Церковь построена в типичном рейнском неоготическом стиле. Одновременно её внешний вид напоминает кафедральный собор. Основную нагрузку несёт центральный неф, — самый высокий и длинный. По его сторонам расположены два более низких продольных нефа, начинающиеся на западной стороне двумя высокими шестиугольными башнями. Рядом с башнями встроены две небольшие поперечные внутренние часовни. Между башнями спроектирован просторный вестибюль, над которым смонтирован орган. В самих башнях расположены два центральных входа с притворами.
Трансепт находится в предалтарной части церкви. Алтарь отделен простенками от ризницы и небольшой комнаты заседаний, которые соединены друг с другом закрытым проходом вокруг алтаря.

## Духовно-культурные ценности
- Неоготический служебный престол работы кёльнского художника Фридриха Менгельберга (Friedrich Mengelbert). Создан в 50-е годы XX века, носит название «Престол Сердца Христова». Находится в высоком алтаре.
- Амвон. Работа Эгино Вайнерт (Egino Weinert), Кёльн, бронза.
- Дарохранительница в алтаре Сердца Христова. Неоготика. Изображен апокалиптический Агнец Божий с кубком и книгой, запечатанной семью печатями.
- Распятие. Неоготика. Дерево. Предположительно работы Йозефа Антона Райсса (Joseph Anton Reiß).
- Купель. Неоготика. Мрамор с латунной крышкой.
- Церковные скамьи в высоком алтаре. Изготовлены в 1896 году из дуба.
- Исповедальни. Неоготика. изготовлены в 1897 году.
- Крестный путь. Неоготика. Камень. Изображения изготовлены кёльнскими художниками Йозефон Антоном Райссом и Александром Ивеном (Alexander Iven).
- Фигуры святых. Частично предположительно работы Александра Ивена:

 — в поперечном нефе — Непорочное зачатие Девы Марии. 1897 год. В 1980 году реставрирована в цветах;
 — в левом боковом нефе — Елизавета. Неоготика. Песчаник;
 — на левой средокрестной колонне — Венсан де Поль. Камень;
 — на правой среднекрестной колонне — праведная Анна и Дева Мария.
- Окна. Все без исключения работы Гюнтера Гроте (Günter Grote). Изготовлены в 1962-63 гг. Фигурная орнаментация в бетонных блоках:

 — южная стена поперечного нефа — «Сотворение», «Благовещение»;
 — северная сторона поперечного нефа — «Грехопадение», «Спасение»;
 — западная стена (фасад) — «Вознесение Христово», ниже — Дева Мария как символ церкви.
- Мозаика в алтаре. Североитальянская, 1900 год. Мотивы: четверо Евангелистов, темы Евхаристии
- Часовня Девы Марии:

 — икона «Страстная». Написана в Риме в 1900 году;
 — Дарохранительница. На чеканке по золоту изображён брак в Кане Галилейской. Автор — Вильгельм Польдерс (Wilhelm Polders), Кевелар, 1985 год.
- Часовня памяти умерших:

 — мемориальная доска о погибших в годы Первой и Второй мировых войн. Мрамор;
 — Пьета — изготовлена из дерева как копия австрийского образа.
- Колокола. Мелодия звонов — «Пасхальная аллилуйя». Названия колоколов: Христос, Мария, Аполлинарий, Антоний, Елизавета. Изготовлены в 1896 году на фабрике Бура и Гунзера (Bour und Guenser) в Метце.
- Орган. 44 регистра. Изготовлен на фабрике Йоханнеса Клайса (Johannes Klais) в Бонне в 1956 году.

## Исторические изображения

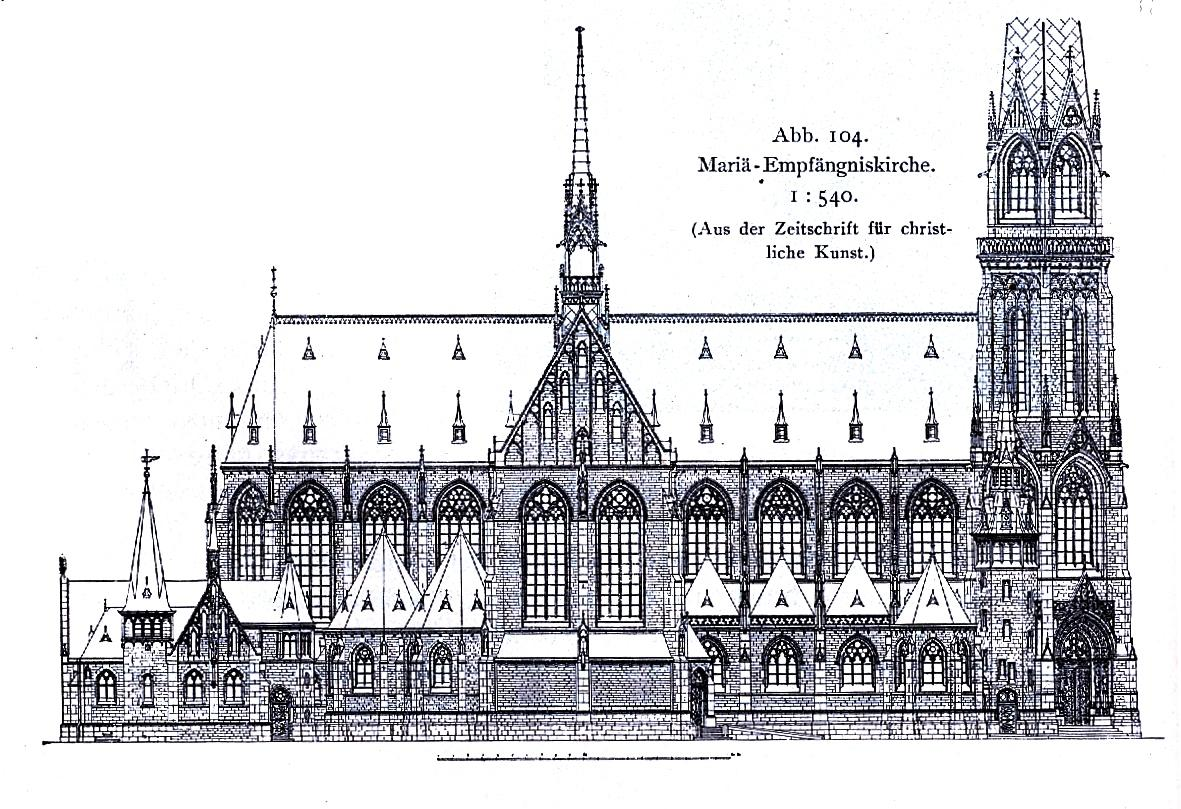
Боковой вид, 1896 год
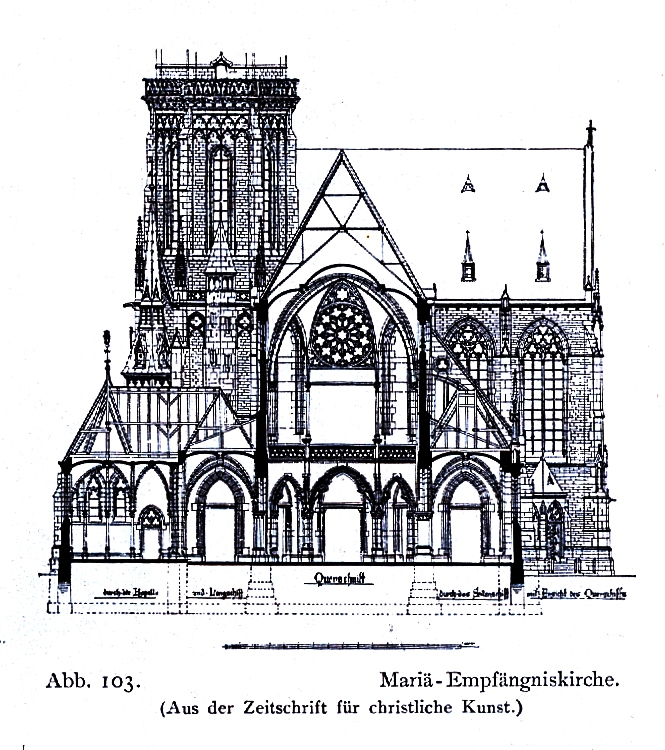
Церковь в разрезе, 1896 год
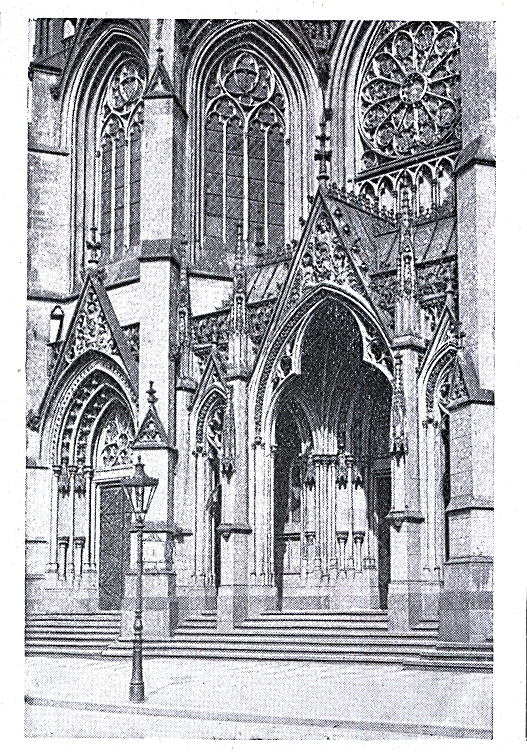
Вид входного портала 1896 год
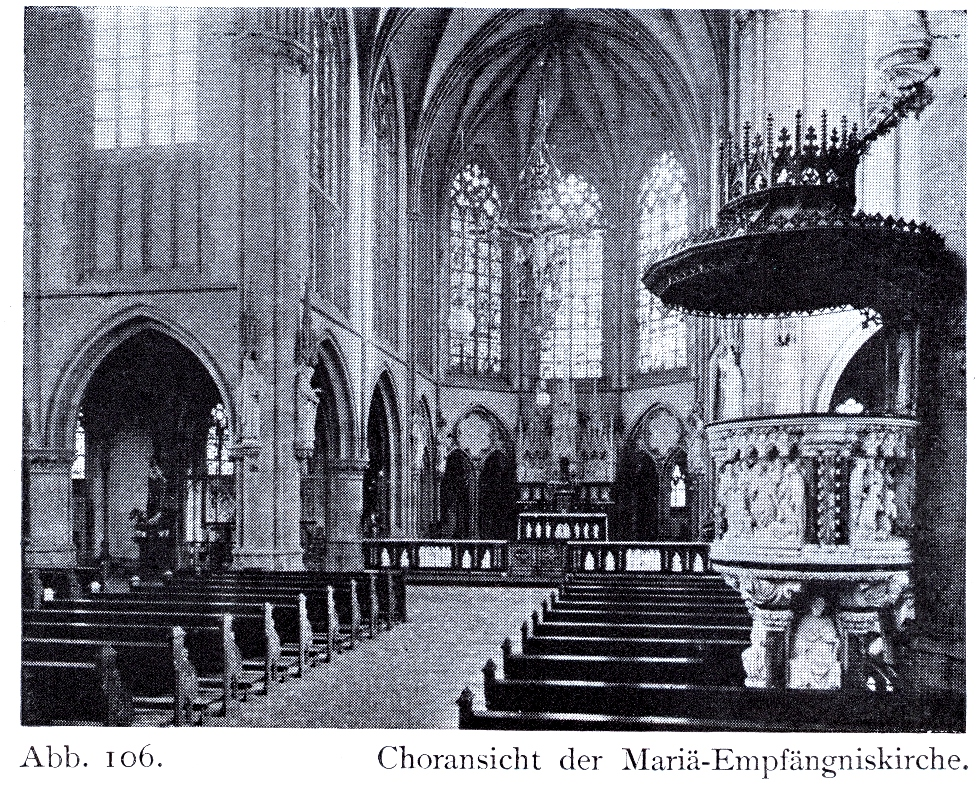
Внутренний вид на алтарную часть, 1896 год
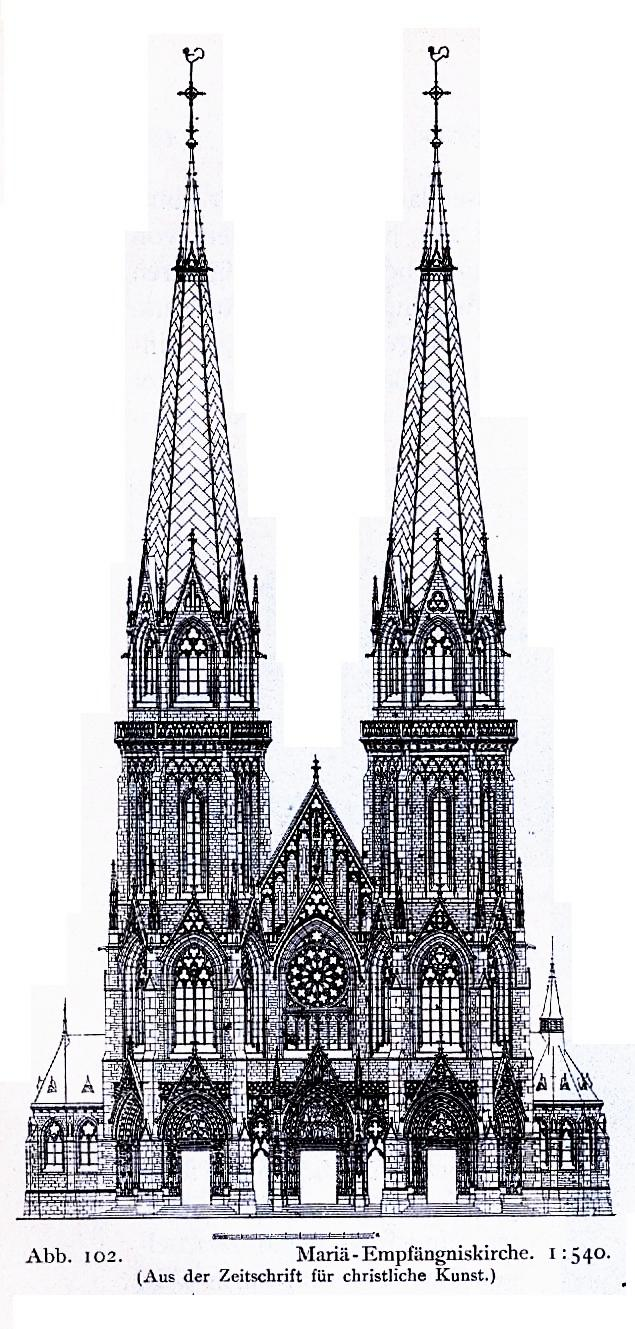
Вид фасада, 1896 год
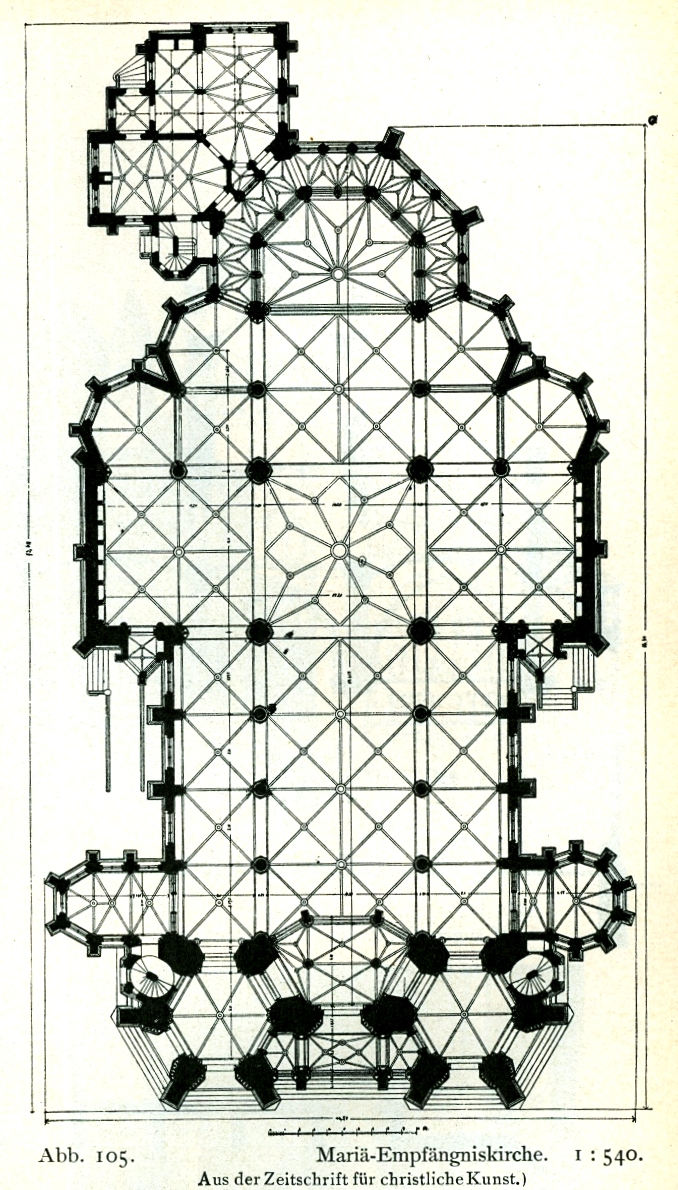
План церкви, 1896 год